# Чентомани-Тора (Потенца)
Чентомани-Тора (итал. Centomani-Tora) је насеље у Италији у округу Потенца, региону Базиликата.
Према процени из 2011. у насељу је живело 47 становника. Насеље се налази на надморској висини од 714 м.